# Abraham Rydberg
Abraham Rydberg, född 3 april 1780 i Lidköping, död 23 mars 1845 i Stockholm, var en svensk grosshandlare, skeppsredare och donator. 

## Biografi
Prästsonen Rydberg studerade i Uppsala år 1798 och arbetade sig upp från fattigdom till välstånd och anseende. Han var mycket generös med donationer, bland annat till förbättrad sjömansutbildning genom Abraham Rydbergs stiftelse och till grunden för Hotell Rydberg.
Tre skolfartyg som ägts av stiftelsen bar hans namn: det första en fullriggare om 144 nettoton, byggd 1879, såld 1912, det andra ett fullriggat stålskepp om 193 nettoton, det tredje, Abraham Rydberg, en fyrmastad bark av stål om 1.966 nettoton inköpt 1929 (byggd 1892) och såld till Portugal 1942.
Rydberg var från 1827 ägare till fastigheten Skeppsbron 34 (numera Nordström & Thulins hus) vid Skeppsbron i Stockholm. Han är begravd på Norra begravningsplatsen utanför Stockholm.